# Mioinositol

El mioinositol o mesoinositol (Hexahidroxiciclohexano) es el isómero de mayor actividad biológica del inositol. Este compuesto es importante en la composición de lípidos de membrana. 
Se detectó su presencia en lípidos de bacterias acidorresistente y en los fosfolípidos del frijol, el tejido encefálico y otros vegetales. La deficiencia de mioinositol en ratones causa alopecia y dificultades para la lactancia y el crecimiento. En pollos se han encontrado encefalomalacia y diátesis exudativa.